# NAVERブログ
NAVERブログ（ネイバーブログ、韓: 네이버 블로그, 英: Naver Blog）は、韓国の検索ポータルサイトネイバーが提供するブログサービス。

## 概要
会員数1,800万人を有する、韓国最大のブログサービスである。

## 沿革
- 2003年 6月　サービス開始
- 2004年 9月　写真ブログサービス「フォトログ」開始
- 2005年 7月　サービス開始2周年で、会員数550万人を記録[2]
- 2009年 6月　アフィリエイト機能を追加
- 2009年 9月　モバイルサービス開始

## 日本での展開
日本では、ネイバージャパンにより過去にサービスが提供されていた。
2004年7月にサービス開始。イメージキャラクターとして、女性をイメージした「ブログさん」とハトをイメージした「ハトさん」がいた。容量が無制限である点などが特徴であった。
日本版は2005年5月31日にサービスを終了した。翌6月1日からコミュニティ要素の強いCURURUにサービスを移行したが、そのCURURUも、2010年3月31日にサービスを終了した。

### 主な機能
- フォトアルバム機能：デジタルカメラなどで撮影した画像をアルバム形式で投稿する機能。
- お絵かき機能：マウスを使い画像を描く機能。
- キリ番機能：訪問者数が設定した人数に達したとき、アクセスした人を表示する機能。
- 友だちリスト：他のユーザーを「友だち」としてリスト登録できる機能[5]。
- スクラップ：他のユーザーのブログの記事を自分のブログにコピーする機能。
- メディアリンク：インターネット上に存在する画像・音楽・映像などをブログ記事に貼り付ける機能。
- 携帯電話からの投稿機能
- カテゴリ機能

### その他
- スクラップ機能やメディアリンク機能により他人の著作物をまるごと転載できたことから、著作権の侵害が問題化した。運営側は、対策として2004年11月に初心者ガイドを設置し、ユーザーに対する著作権の説明を強化した。
- 対応しているOSやブラウザが限られていた（OSはWindowsのみ、ブラウザはInternet Explorer Ver.5.0以上）。